# Secteur pastoral
Le secteur pastoral (ou paroisse dite « nouvelle ») est un regroupement de plusieurs paroisses catholiques. Il y a 3 863 secteurs pastoraux en France. On emploie aussi le terme de secteur paroissial ou inter-paroissial.

## Histoire
En 1789, la France crée les communes à partir des paroisses. Chaque paroisse a son curé, la commune son maire.
En 2009, après quelques remaniements, leurs nombres est sensiblement le même : 36 682 communes pour 38 000 paroisses.
Mais la France, se déchristianisant à 20 277 prêtres, 18 867 paroisses se retrouvent orphelines, et sont regroupés avec d'autres, pour former 3 863 secteurs pastoraux.
Au total, la France est divisée en 19 133 paroisses anciennes et nouvelles confondues, regroupés dans 104 diocèses, regroupés dans 15 provinces ecclésiastiques.